# Hamadryas velutina
Espèce
Hamadryas velutina est une espèce de lépidoptères (papillons) de la famille des Nymphalidae et de la sous-famille des Biblidinae et du genre Hamadryas.

## Dénomination
Hamadryas velutina a été décrite par Henry Walter Bates en 1865 sous le nom initial d' Ageronia velutina.

### Sous-espèces
- Hamadryas velutina velutina
- Hamadryas velutina browni Jenkins, 1983[1].

### Nom vernaculaire
Hamadryas velutina se nomme Velutina Cracker en anglais.

## Description
Hamadryas velutina est un papillon au dessus bleu nuit avec des lignes de points et de chevrons bleu clair.
Le revers est bleu nuit avec aux ailes postérieures une ligne submarginale de points rouge.

## Écologie et distribution
Hamadryas velutina est présent au Brésil et au Pérou,.

### Protection
Pas de statut de protection particulier.